# 福岡市立博多小学校

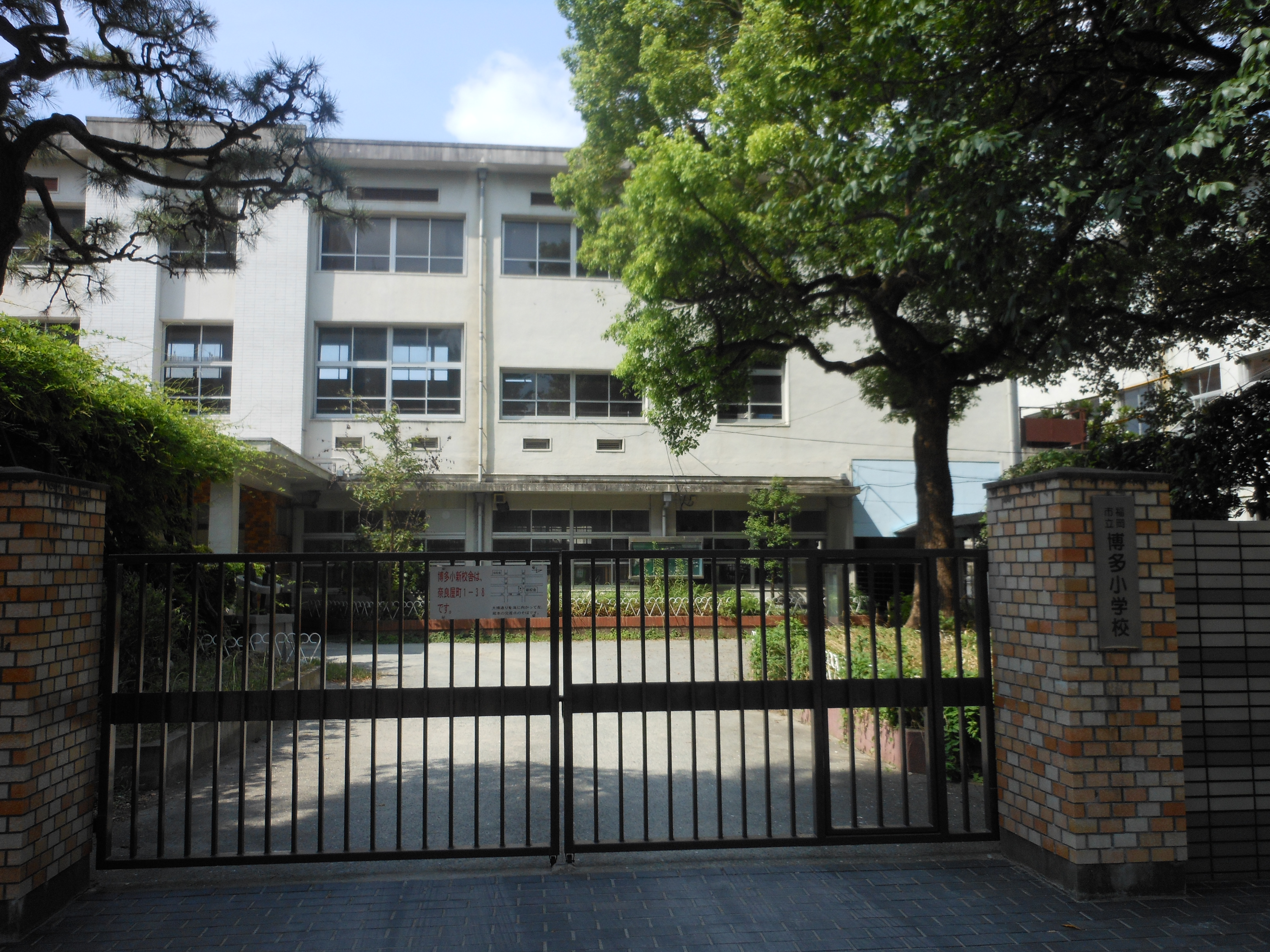
博多小学校旧校舎（旧冷泉小学校）

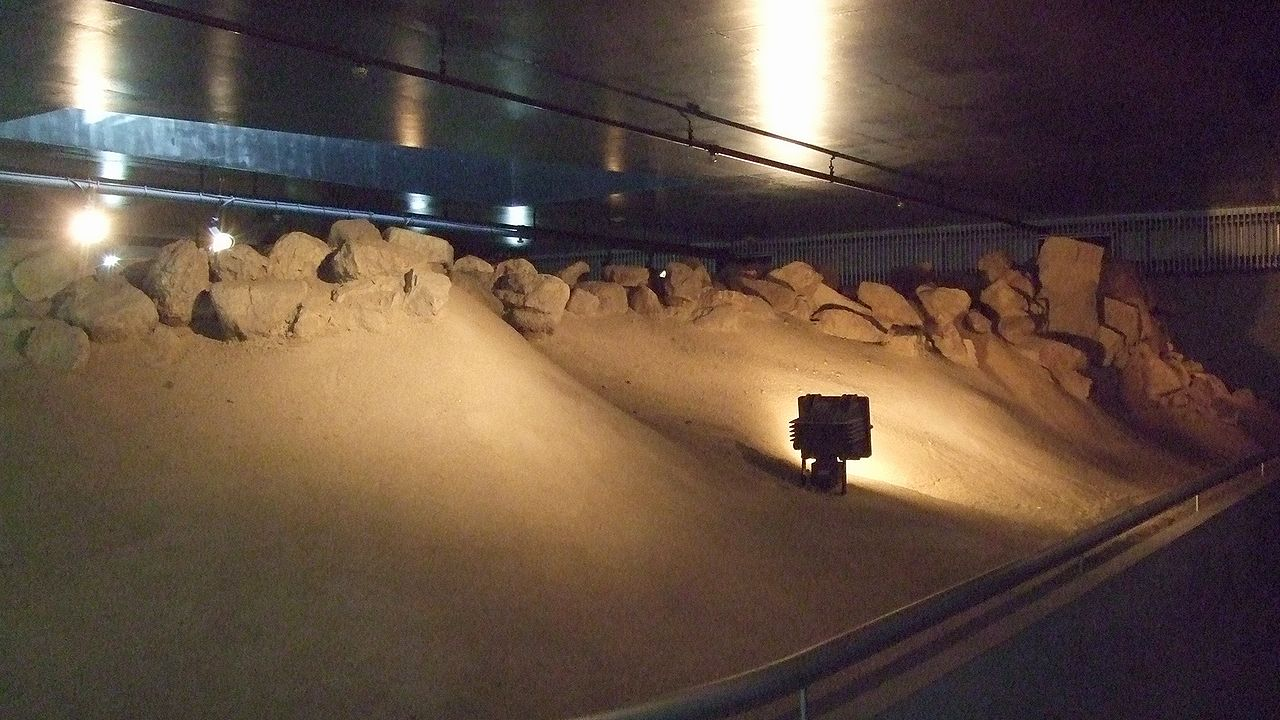
元寇防塁と推測される校内地下の石塁遺構

福岡市立博多小学校（ふくおかしりつはかたしょうがっこう）は、福岡県福岡市博多区奈良屋町にある公立小学校。博多部のドーナツ化現象により生徒数が減少したため4つの小学校が統合され設立。地域に開かれた学校、博多の伝統を生かす学校としての特色を有する。

## 概要
1998年（平成10年）、博多部にあった冷泉小学校・奈良屋小学校・御供所小学校・大浜小学校の4小学校が統合され、旧冷泉小学校を博多小学校として開校。2001年（平成13年）に旧奈良屋小学校敷地に新校舎が建設され移転。
新校舎建設にあたってはプロポーザルコンペ方式を導入し、福岡市出身の建築家工藤和美が選ばれた。コンセプトは「学校はまち・まちは学校」。地上5階、地下1階、延床面積12,358平方メートルの鉄筋コンクリート造。ガラス面を多用して開放感を演出し、間仕切りなど明確な「教室」の区分がなく緩やかに一体化した空間を持つオープンスクール（オープンスペース）構造となっている。第15回福岡市都市景観賞やインテリアプランニング賞2002優秀賞などを受賞している。
小学校の施設としては、階段状の「表現の舞台」、水深を変えられる昇降式プール（プール休止時には屋上グラウンドとなる）、半地下の講堂兼体育館、太平洋戦争時の福岡大空襲で焼け残った旧奈良屋小学校の扉など戦争資料を展示する平和記念室がある。また、同敷地内には奈良屋幼稚園、奈良屋公民館、敷地内から出土した元寇防塁を現状展示する石塁展示室などを備える。
校章はグラフィックデザイナーの西島伊三雄、校歌の作詞作曲は元チューリップの上田雅利によるもの。

## 通学区
博多区、中洲1丁目、中洲2丁目、中洲3丁目、中洲4丁目、中洲5丁目、中洲中島町、上川端町、店屋町、冷泉町、祇園町、築港本町、神屋町、奈良屋町、綱場町、対馬小路、古門戸町、須崎町、下川端町、御供所町、博多駅前1丁目（一部）、石城町、大博町、上呉服町、中呉服町、下呉服町、沖浜町
博多区北西部の博多部市街地や博多港周辺地域、中洲地区などが該当する。中学校は博多中学校校区となる。

## 主な行事
地元の祭りへの参加により地域文化を継承する「博多っ子」の育成を目指す。
どんたく集会
博多どんたくを学ぶ。
PTAどんたく隊地域練り歩き・パレード参加
博多どんたくに博多小ちびっこどんたく隊として参加。また福神流、恵比須流、大黒流、稚児東流、稚児西流に所属する児童は各自博多松囃子にも参加。
子供山笠
博多祇園山笠の時期に、実物の3分の2のサイズの舁き山笠を担いで校区を回る。名前は博多流。櫛田入りも実際の山笠同様に行うが、スタート地点は山止めではなく、太鼓台下からである（ゴール地点も太鼓台下。太鼓台下についた時点での櫛田入りタイムを出す）。なお2007年までの最速タイムは2005年度（平成17年度）の22秒である。またこの山笠はRKB子供山笠教室でも使用される。ほとんど実際の山笠同様に行う。
相撲大会
櫛田神社でおこなわれる祭事博多おくんちの行事のひとつ。
はかたのもんフェスタ
福岡サンパレスでおこなわれる、博多部の幼稚園・博多小学校・博多中学校や各団体による地域性を生かしたステージイベント。博多小学校の児童はステージにてオリジナルのミュージカルを披露。2007年度の公演を最後にフェスタは終了。

## 著名な卒業生
- 大村雅朗（作曲家・編曲家・キーボーディスト） - 奈良屋小学校時代。
- 土谷悠芸（スポーツ選手・バレーボール・つくばユナイテッドSun GAIA）